# Jaraguari
Jaraguari là một đô thị thuộc bang Mato Grosso do Sul, Brasil. Đô thị này có diện tích 2913 km², dân số năm 2007 là 5657 người, mật độ 1,94 người/km².